# Jack Cleary
Jack Cleary (8 de agosto de 1995) é um remador australiano, medalhista olímpico.

## Carreira
Cleary estudou no Trinity College, em Perth, onde começou a remar. Ele conquistou a medalha de bronze nos Jogos Olímpicos de Verão de 2020 em Tóquio com a equipe da Austrália no skiff quádruplo masculino, ao lado de Caleb Antill, Cameron Girdlestone e Luke Letcher, com o tempo de 5:33.97.